# Latvijas kauss 2008
La Coppa di Lettonia 2008 (in lettone Latvijas kauss) è stata la 67ª edizione del torneo a eliminazione diretta. Il Daugava ha vinto il trofeo per la prima volta.

## Formula
Fu confermata la formula della precedente stagione, con tutti i turni ad eliminazione diretta e tutti giocati in gara unica.
Nel primo turno giocarono esclusivamente squadre iscritte alla 1. Līga 2008, mentre dagli ottavi di finale scesero in campo le otto formazioni di Virslīga 2008.

## Primo turno
Le gare si sono giocate tra il 18 e il 20 aprile 2008.
| Squadra 1           | Risultato           | Squadra 2          |
| ------------------- | ------------------- | ------------------ |
| Selga Lapmežciems   | -                   | Jelgava            |
| Aizkraukle          | -                   | Jēkabpils/JSC      |
| Metta/LU            | 10 – 0              | Kvarcs Madona      |
| Spartaks Jūrmala    | 3 – 2               | Ozolnieki          |
| Tranzit             | 2 – 1               | Elvi Kuldīga       |
| Kauguri/Multibanka  | 1 – 2               | UPTK Liepāja       |
| Mērsrags            | 1 – 3               | Nikars Rīga        |
| Varavīksne/V.O.V.A. | [ 3 ]               | Talsi              |
| Viesulis Rīga       | 3 – 1               | Alberts FK         |
| Dolomīts Pļaviņas   | 1 – 6               | Valka              |
| OSC/FK 33 Ogre      | 1 – 1 (dts 4-2 dcr) | Dinamo-Rīnuži Rīga |
| Sakret Mantija Rīga | 2 – 3               | BJSS Preiļu rajona |

## Secondo turno
Le gare si sono giocate il 26 e il 27 aprile 2008.
| Squadra 1           | Risultato           | Squadra 2          |
| ------------------- | ------------------- | ------------------ |
| Tranzit             | 0 – 3               | Metta/LU           |
| Varavīksne/V.O.V.A. | 2 – 3               | Jēkabpils/JSC      |
| Spartaks Jūrmala    | 2 – 0               | BJSS Preiļu rajona |
| Valka               | 2 – 4               | Jelgava            |
| UPTK Liepāja        | 1 – 1 (dts 1-4 dcr) | Viesulis Rīga      |
| Nikars Rīga         | 3 – 2               | OSC/FK 33 Ogre     |

## Ottavi di finale
Le partite si sono giocate il 30 aprile 2008. In questo turno entrarono in gioco le squadre partecipanti alla Virslīga, disputando tutte il rispettivo turno in trasferta ad eccezione di Olimps Rīga e Blāzma.
| Squadra 1        | Risultato            | Squadra 2         |
| ---------------- | -------------------- | ----------------- |
| Nikars Rīga      | 0 – 9                | Rīga              |
| Spartaks Jūrmala | 0 – 4                | Skonto            |
| Olimps Rīga      | 0 – 1                | Daugava           |
| Blāzma           | 0 – 0 (dts 10-9 dcr) | Dinaburg          |
| Jēkabpils/JSC    | 0 – 3                | Vindava           |
| Viesulis Rīga    | 0 – 13               | Metalurgs Liepāja |
| Jelgava          | 0 – 2                | Ventspils         |
| Metta/LU         | 1 – 3                | Jūrmala           |

## Quarti di finale
Le partite si sono giocate il 7 maggio 2008.
| Squadra 1 | Risultato | Squadra 2         |
| --------- | --------- | ----------------- |
| Ventspils | 3 – 1     | Metalurgs Liepāja |
| Skonto    | 2 – 0     | Rīga              |
| Jūrmala   | 3 – 0     | Blāzma            |
| Daugava   | 2 – 1     | Vindava           |

## Semifinali
Le partite si sono giocate il 21 maggio 2008.
| Squadra 1 | Risultato | Squadra 2 |
| --------- | --------- | --------- |
| Jūrmala   | 1 – 2     | Daugava   |
| Ventspils | 2 – 1     | Skonto    |

## Finale
| Rīga 15 giugno 2008 | Daugava              | 1 – 1 (d.t.s.) referto          | Ventspils | Skonto Stadium |
| \| \| \| \| \| Šimić 79’ \| Marcatori \| 43’ Savčenkovs \| \| Rindjuks Šimić Rudņevs \| Tiri di rigore 3 – 0 \| Koļesņičenko Dubenskis Ziziļevs \| |                      |                                 |           |                |
| |                      |                                 |           |                |
| Šimić 79’ | Marcatori            | 43’ Savčenkovs                  |           |                |
| Rindjuks Šimić Rudņevs | Tiri di rigore 3 – 0 | Koļesņičenko Dubenskis Ziziļevs |           |                |